# هانا (موسيقية أمريكية)
هانا بيستل (بالإنجليزية: Hana Pestle)‏ هي مغنية وموسيقية وكاتبة أغاني أمريكية، ولدت في 11 يوليو 1989 في هيوستن في الولايات المتحدة.

## وصلات خارجية
- الموقع الرسمي
- هانا على موقع ميوزك برينز (الإنجليزية)
- هانا على موقع ديسكوغز (الإنجليزية)